# NEN 7512
De norm NEN 7512 (Vertrouwensbasis voor gegevensuitwisseling) is een door het Nederlands Normalisatie-instituut ontwikkelde norm voor Informatiebeveiliging voor de zorgsector in Nederland. De norm is een verdere specificering van een onderdeel van de NEN 7510 norm gericht op de veiligheid van de uitwisseling van informatie tussen partijen.
In de NEN 7510 wordt een risicoclassificatie uitgewerkt. In de NEN 7512 zijn voor de verschillende risicoklassen minimale eisen opgesteld ten aanzien van authenticatie en identificatie. Hierbij wordt de kans afgezet tegen de gevolgen. De eisen hebben betrekking op:
- de zender (entiteit: persoon, organisatie of de informatiesystemen waarmee de informatie wordt verzonden)
- het medium
- de ontvanger

Binnen deze keten bestaat een autenticatieproces: de bron moet zijn identiteit aantonen en de ontvanger moet deze identiteit kunnen controleren. Het beveiligingsniveau van de gehele keten is bepalend voor de veiligheid waarmee de informatie uitgewisseld wordt.